# Hr.Ms. Dokkum (1955)
Hr.Ms. Dokkum was een Nederlandse mijnenveger van de Dokkumklasse vernoemd naar de Friese stad Dokkum. Het schip is gebouwd door de scheepswerf Wilton-Fijenoord uit Schiedam. De Dokkum is een van de schepen van de Dokkumklasse die tijdens de dienst bij de Nederlandse marine zijn omgebouwd tot mijnenjager.
Na haar uitdienstname werd de Dokkum op 1 november 1986 als varend proefstation voor brandstoffen onder de naam Van Speijk in dienst genomen. Deze naamsverandering was het gevolg van de uitdienstname van het fregat Hr. Ms. Van Speijk in 1986 en het koninklijk Besluit dat er in voorziet dat er altijd een schip vernoemd naar Jan van Speijk in dienst moet zijn bij de Nederlandse marine. Vanaf 7 september 1995 toen een nieuw fregat van de Karel Doormanklasse Hr.Ms. Van Speijk in dienst werd genomen werd de Dokkum weer hernoemd tot haar originele naam. Op 10 februari 1997 werd de Dokkum voor het laatst uit dienst genomen om later dat jaar op 5 september verkocht te worden aan de firma Achterhuis en Zoon uit Hattem voor 10.614 gulden1.